# Living Interplanetary Flight Experiment
O Living Interplanetary Flight Experiment (Experimento Vivo em Voo Interplanetário) (LIFE ou Phobos LIFE) foi uma missão interplanetária desenvolvida pela Sociedade Planetária. Consistia em enviar microorganismos selecionados em uma viagem interplanetária de ida e volta com duração de três anos, em uma pequena cápsula a bordo da sonda russa Fobos-Grunt em 2011, que foi uma missão malsucedida com o objetivo de coletar e trazer amostras da lua marciana Phobos. A Fobos-Grunt falhou em deixar a órbita terrestre e foi destruída.